# Ijebu Igbo
Ijebu Igbo – miasto w Nigerii, w stanie Ogun. Według danych szacunkowych na rok 2009 miejscowość liczy 99 630 mieszkańców..
W mieście rozwinął się przemysł spożywczy.